# Eugnamptus striatus
Eugnamptus striatus là một loài bọ cánh cứng trong họ Rhynchitidae. Loài này được LeConte miêu tả khoa học năm 1876.